# ミッション:インポッシブル/ゴースト・プロトコル
『ミッション:インポッシブル/ゴースト・プロトコル』（原題：Mission: Impossible – Ghost Protocol）は、2011年のスパイアクション映画。『ミッション:インポッシブル』シリーズの4作目である。

## 概要
『Mr.インクレディブル』や『レミーのおいしいレストラン』などのアニメーション映画で知られるブラッド・バードが監督を担当、アンドレ・ネメックとジョシュ・アッペルバウムが脚本を執筆した。
J・J・エイブラムス、ブライアン・バーク、トム・クルーズがプロデュースした（#製作も参照）。
なお、「ゴースト・プロトコル」とは、元のTVシリーズであるスパイ大作戦でお馴染みの「例によって君もしくは君のメンバーが捕らえられ、或いは殺されても当局は一切関知しないから、そのつもりで。」にある通り、アメリカ政府が非合法の秘密作戦に対して一切の関与を否定する、つまりIMFの組織そのものが存在しない物（比喩的に幽霊(ゴースト)）だとして扱うという「取り決め（プロトコル）」を指す。対して、CIAによる正式な諜報活動によって外国政府に拘束された諜報員は、合衆国政府がその引渡しの取引を外交ルートで行う事になる。

## ストーリー
IMF（Impossible Missions Force、不可能作戦部隊）エージェントのトレヴァー・ハナウェイはブダペストで「コバルト」というコードネームの人物に渡されるはずの秘密ファイルを奪う任務に就いていた。だが、同ファイルを狙う別組織の乱入の果てに、ハナウェイは女殺し屋のサビーヌ・モローによって殺害され、ファイルを奪われてしまう。事態収拾のため、IMFは私的にモスクワの刑務所に服役中のイーサン・ハントを、ハナウェイのチームで働いていたジェーン・カーターと、新たに現場エージェントに昇格したベンジー・ダンに脱獄させる。イーサンは、最愛のジュリアを殺され、犯人たちに復讐したのだという。
IMFは「コバルト」の正体の手掛かりを手に入れるためクレムリンへの潜入任務を命じる。首尾よく進めるイーサンであったが、既に目的の資料は奪われていた上に、真犯人は痕跡を消すためにクレムリンを大きく爆破させる。爆破に巻き込まれ病院で目を覚ましたイーサンは、ロシア諜報員のアナトリー・シディロフに爆破テロの首謀者だと決め付けられ、イーサンはその場から逃亡し、IMFに救助を求める。
偶然、ロシアへ来ていたIMF長官と合流したイーサンは、長官より事態の深刻さを告げられる。クレムリン爆破をアメリカの犯行と疑うロシアに対し、アメリカ政府は「ゴースト・プロトコル」を発動させIMFを解体し、政府による一切の関与を否定、長官はイーサンへ政府やIMFのバックアップ無しでの任務継続を暗に命じる。その矢先、シディロフ率いる部隊に襲撃されて長官は死亡、イーサンは分析官のウィリアム・ブラントと共に脱出する。
ジェーン、ダンと合流したイーサンは、今回の黒幕がカート・ヘンドリクスという情報を得て、彼こそが「コバルト」の正体だと睨む。核戦争論者で世界的な核戦争を目論むヘンドリクスは、クレムリンより核兵器発射制御装置を盗んでおり、モローがハナウェイから奪ったファイルはその制御コードであった。ヘンドリクスとモローがその取引をドバイのブルジュ・ハリーファ・ビルで行うことを知ったイーサンのチームは、現地へ向かう。
イーサンらは制御コードの奪取とヘンドリクスの行方を追うため、ヘンドリクスの使者であるウィストロムに対してはモローに、モロー側にはヘンドリクスに成り済まし、取引の成立を偽装しようとする。途中、問題が発生しながらも、取引が上手くいったと思った矢先、モローに正体を見破られ、シディロフの介入でウィストロムも逃亡してしまう。ジェーンがいったんはモローの身柄を確保するも、彼女がダンの隙を突いて逃亡しようとしたため格闘戦となり、モローは転落死してしまう。ウィストロム（実はヘンドリクス本人）を追うイーサンも途中で砂嵐に見舞われたことなどが重なり、結局取り逃がしてしまう。手掛かりを完全に失ったイーサンは、脱獄の際に共に脱出させた情報屋のボグダンの伝手で、顔の広い武器商人である彼の従兄弟に会う。武器商人を説得したイーサンは、彼からインドのメディア王ブリッジ・ナスが所有するロシアの古い軍事衛星が使われる可能性を聞き出す。
インドへ飛び、ナスのパーティに潜り込んだイーサンらは、ヘンドリクスの先手を取って衛星の乗っ取りを計画する。しかし、一歩遅く、衛星はヘンドリクスに乗っ取られ、核兵器がアメリカに向かって発射されてしまう。核兵器の起爆を解除するため、イーサンは制御装置を持って逃げるヘンドリクスを追う。機械化された地下駐車場でイーサンとヘンドリクスは制御装置を巡って死闘を演じ、ヘンドリクスは起爆を確実なものとするため、追いつけないよう装置を持って高所から飛び降りる。だが、機転を利かせたイーサンは重傷を負いながらも制御装置を奪取し、ぎりぎりで起爆を停止させる。
半年後、シアトルでイーサンらチームメンバーは任務の成功とIMFの再開を祝う。その最中、遠景にジュリアがおり、実はジュリアとの死別は彼女を守るためにイーサンが行った隠蔽工作だったことが明かされ、物語は終わる。

## 登場人物

### IMF
イーサン・ハント
IMFのベテラン諜報員。不可能といわれるミッションを達成してきた伝説を持つ。今作ではIMFの解体、ロシアでの爆破テロの首謀者だと決めつけるロシアの諜報員アナトリーから執拗に追いまわされるなど、不遇な立場に置かれる。
ジェーン・カーター
今作でのチームの一人でヒロイン。以前の任務でチームのエージェントをザビーヌ・モローに殺され、彼女を憎んでいる。そのため、彼女とヘンドリクスの取引が失敗し、彼女が逃げ出した際は、激しい乱闘の末、彼女を窓から突き落としてしまった。
ベンジー・ダン
今作でのチームの一人。前作ではイーサンの行動を内部から手助けしていたが、今作では試験をパスし、イーサンらと共に現場での任務に挑む。前作までのルーサーのポジションを担当。
ウィリアム・ブラント
IMFの分析官。IMFが解体されたことによりイーサンたちと行動を共にする。以前の任務でイーサン夫婦の護衛を務めていたものの、自身の不手際でジュリアを死なせてしまったことに責任を感じ、イーサンにそのことを打ち明けるべきか悩んでいる。各地での任務では危険な役割を任されることが多い。
ハナウェイ
ブダペストでロシアの核兵器発射コードを運び屋のマレク・ステファンスキーから奪う任務に就いていて、成功したが、モローの部下に追われて、他のメンバーとの合流地点にいたモローに気づくのが遅く、直後に撃たれて死亡する。
IMF長官
ロシアの首相から友好勲章授与ためにロシアを訪れていたが、クレムリン爆破事件の濡れ衣によりロシア当局から追われていたイーサンの緊急脱出要請を受けて、イーサンを回収し、イーサンにIMF解散とIMFがテロリストとして追われていると告げて、自ら潔白を証明するように促し、最後のミッションを言い渡した直後にロシア当局の銃撃により殉職する。

### 敵役
カート・ヘンドリクス
スウェーデン人。かつてスウェーデン特殊部隊に所属していた。ストックホルム大学の元物理学教授で、IMFからはコードネーム「コバルト」として追われている。IQ190の知能を持ち、核戦争を自然の秩序の一つだと考える過激な核戦争論者。米露間で核戦争を起こさせるため、クレムリンから核の起動コードを奪い、証拠隠滅の為に爆破。罪をIMFに着せてモローと衛星のコード取引の為にドバイへ向かう。ロシア語も流暢に操る。
ウィストロム
ヘンドリクスの部下。
サビーヌ・モロー
ダイヤモンドを報酬として受け取るフランス人の殺し屋。IMFメンバーのハナウェイを殺害し、ロシアの核兵器発射コードを奪う。ドバイでヘンドリクスになりすましたブラントと取引をするが、取引の終了間際にブラントの目に特殊なコンタクトレンズがあるのに気づき、作戦を察知。部下にイーサンらの殺害を命じて自らは逃亡を図るがカーターに捕まり、乱闘の末にビルから突き落とされるが生死は不明。

### その他
レオニド・ライセンカー
ロシア人の暗号の専門家でロシアの核に関するセキュリティーの設計した人物。モローとの取引の際の衛星コードの確認をさせる為にヘンドリクスに家族を人質にされ、共にドバイへ向かいコードが本物であると確認した後、ヘンドリクスが部下に家族の解放を命じるがその直後に射殺されてしまう。家族の安否は明確には描かれていない。
ボグダン
イーサンが収容されていた刑務所にいたロシア人。イーサン（ロシア人のセルゲイと偽っていた）のみが脱獄する計画だったがイーサンへ情報を提供した為にボグダンの身を案じ、共に脱獄する。従兄弟に裏世界に精通の武器商人がいる。
ザ・フォッグ
ロシア人の裏世界の武器商人でボグダンの従兄弟。イーサンに軍事衛星に関する情報を教えた人物。
ブリッジ・ナス
インド人のプレイボーイのマルチメディア王。ムンバイで通信会社を経営していてロシアの古い軍事衛星を所有している。その軍事衛星をヘンドリクスに利用される情報を掴んだ為にカーターの誘惑によってコードを聞き出す予定だったが、最終的に拷問まがいな行為を受けてコードを自白させられる。
アナトリー・シディロフ
ロシア人の諜報員メンバー。ロシア軍の軍服を所持していたイーサンをクレムリン爆破の「チームリーダー」と見なして、病院から逃亡したイーサンを追って、ドバイやムンバイへ向かう。ボグダンの従兄弟は旧友で追っている。
ルーサー・スティッケル
映画の終盤のみ登場。酒場でイーサンと今回の任務の雑談をしている。
ジュリア
イーサンの妻。イーサンを狙ったセルビア人組織によってクロアチアで殺されたとされている。

## キャスト
| 役名                     | 俳優                   | 日本語吹き替え                                                                              |
| ------------------------ | ---------------------- | ------------------------------------------------------------------------------------------- |
| イーサン・ハント         | トム・クルーズ         | 森川智之                                                                                    |
| ジェーン・カーター       | ポーラ・パットン       | 東條加那子                                                                                  |
| ベンジー・ダン           | サイモン・ペッグ       | 根本泰彦                                                                                    |
| ウィリアム・ブラント     | ジェレミー・レナー     | 花輪英司                                                                                    |
| カート・ヘンドリクス     | ミカエル・ニクヴィスト | 仲野裕                                                                                      |
| アナトリー・シディロフ   | ウラジミール・マシコフ | 水内清光                                                                                    |
| ウィストロム             | サムリ・エーデルマン   | 宮内敦士                                                                                    |
| レオニド・ライセンカー   | イワン・シュヴェドフ   | 大滝寛                                                                                      |
| ブリッジ・ナス           | アニル・カプール       | 天田益男                                                                                    |
| サビーヌ・モロー         | レア・セドゥ           | 行成とあ                                                                                    |
| トレヴァー・ハナウェイ   | ジョシュ・ホロウェイ   | 成田剣                                                                                      |
| マレク・ステファンスキー | パヴェル・クリス       | 梅津秀行                                                                                    |
| ボグダン                 | ミラジ・グルビッチ     | 遠藤純一                                                                                    |
| ザ・フォッグ             | イリア・ヴォロック     | 駒谷昌男                                                                                    |
| BBCのニュースキャスター  | ブライアン・カスペ     | 丸山壮史                                                                                    |
| アンナ・リーゼンカー     | ペトラ・ルスティゴヴァ | 岡田恵                                                                                      |
| IMF通信員                | ジーナ・ハーシュ       | 石田嘉代                                                                                    |
| 少女                     | ジェシカ・ベルキン     | 宗川めぐみ                                                                                  |
| 指令の声                 | N/A                    | 梅津秀行                                                                                    |
| IMF長官                  | トム・ウィルキンソン   | 小島敏彦                                                                                    |
| ルーサー・スティッケル   | ヴィング・レイムス     | 手塚秀彰                                                                                    |
| ジュリア・ミード         | ミシェル・モナハン     | 岡寛恵                                                                                      |
| その他                   | N/A                    | 安井絵里 広田みのる 岩崎正寛 遠藤大智 山岸治雄 慶長佑香 新田英人 野一祐子 志田有彩 近藤浩徳 |

## スタッフ
- 監督：ブラッド・バード
- 製作：トム・クルーズ、J・J・エイブラムス、ブライアン・バーク
- 脚本：ジョシュ・アッペルバウム、アンドレ・ネメック
- 音楽：マイケル・ジアッキーノ
- テーマ音楽：ラロ・シフリン
- 提供：パラマウント映画

### 日本語版
- 字幕翻訳：戸田奈津子[8]
- 吹替演出：三好慶一郎[7]
- 吹替翻訳：岸田恵子[7]
- 吹替版制作：東北新社[7]

## 製作
製作総指揮は、本シリーズの製作権を持つトム・クルーズの他、前作で脚本・監督を担当したJ・J・エイブラムス、そして『エイリアス』『LOST』『FRINGE』といったテレビシリーズをエイブラムスと共同製作しているブライアン・バークが務めた。
毎回、監督が入れ替わる本シリーズだが、今回は『Mr.インクレディブル』などのピクサー作品の監督として知られるブラッド・バードが選ばれた。彼にとって、実写映画の監督は本作が初めてだが、『Mr.インクレディブル』が良い「準備運動」になったという。
音楽は前作に引き続き、やはりエイブラムスと組むことが多いマイケル・ジアッキーノが担当。ジアッキーノは『Mr.インクレディブル』でバード監督とも組んでいる。
また、エイブラムス関連では、『LOST』の“ソーヤー”こと、ジョシュ・ホロウェイも出演している。
元々は『Mission: Impossible 4』の題で製作が発表され、製作初期段階では「Aries」というコードネームが付けられていた。当初、本作は「ミッション:インポッシブル」の名前すら冠しないとさえ言われていたが、最終的にこのタイトルに決まった。プロデューサーを兼任したクルーズは、「このシリーズは、数字の付かないタイトルがいいと思っていたんです」と語っている。
映画全体の内30分ぶんはIMAXカメラを使って撮られた。
撮影はドバイ、プラハ、モスクワ、ムンバイ、バンガロール、バンクーバーで行われた。イーサン・ハントがブルジュ・ハリーファの外をよじ登る場面はスタント・ダブルを使わず、トム・クルーズが自ら行った。
トム・クルーズは本作のテーマは「チームワーク」だと語っており、その点では3作目と類似する点が多い。ブラッド・バードのCGアニメーション監督の経験からか、過去3作と比べてCGが多用されている。また、高性能スマートフォン、CG背景偽造装置、カメラ機能付きコンタクトレンズ、壁面吸着グローブなど、007シリーズを彷彿とさせるような様々なギミックが登場した。

## 公開
2011年12月7日にドバイでワールド・プレミアが行われた。アメリカ合衆国は2011年12月16日にIMAXとその他の大型劇場でのみ封切られ、同月21日に一般劇場で公開となる。

### 興行収入
2012年1月31日付けで、アメリカで2億280万ドル、それ以外の全世界で3億7750万ドルを記録し、全世界興行収入5億8000万ドル（約442億円）を記録。これにより、2000年の『M:I-2』の記録した世界興収5億4640万ドルを超え、シリーズ最大のヒットとなった。
日本では53億8000万円を記録し、2012年に最も多く興行収入を上げた外国映画となった。

### 批評家の反応
Rotten Tomatoesでは120件のレビュー中95%が本作を支持し、平均点は7.6/10となった。
AP通信の映画評論家デイヴィッド・ジェルマンは4つ星満点で3つ星を与え、クルーズの「最高のアクション・フリック」の一つであると述べた。『シカゴ・サンタイムズ』のロジャー・イーバートは4つ星満点で3つ星半を与え、「一種のアクション・ポエムとして機能するアクション・シークエンスによる素晴らしいスリラーだ」と述べた。
シネマトゥデイによると、アメリカの評論家の間では、本作がシリーズ最高作だと評する声が多い。

## 地上波テレビ放映履歴
| 回数 | 放送日        | 放送時間    | 放送分数 | 放送局     | 番組枠                     | 平均世帯 視聴率 | 備考           | 出典   |
| ---- | ------------- | ----------- | -------- | ---------- | -------------------------- | --------------- | -------------- | ------ |
| 1    | 2014年2月9日  | 21:00-23:34 | 154分    | テレビ朝日 | 日曜エンタ 日曜洋画劇場    | 14.4%           |                |        |
| 2    | 2015年1月11日 | 21:00-23:29 | 149分    | テレビ朝日 | 日曜エンタ 日曜洋画劇場    | 9.8%            |                | [ 36 ] |
| 3    | 2018年4月29日 | 21:00-23:33 | 153分    | テレビ朝日 | 日曜プライム               | 8.7%            |                |        |
| 4    | 2022年9月30日 | 25:50-28:40 | 170分    | フジテレビ | ミッドナイトアートシアター | 0.5%            | 字幕版         |        |
| 5    | 2024年1月5日  | 12:55-15:40 | 165分    | テレビ東京 | 午後のロードショー         | 2.4%            |                | [ 37 ] |
| 6    | 2025年5月16日 | 21:00-23:39 | 159分    | 日本テレビ | 金曜ロードショー           | 7.6%            | 本編ノーカット | [ 38 ] |

- 関東地区のみ記載。
- 視聴率はビデオリサーチ調べ。関東地区でのデータ。

## その他
- シリーズを通して必ずベレッタの拳銃を携行して愛用していたイーサン・ハントだが、今作では一度も使用しておらず、またイーサンは銃器を一度も発砲していない（例外として一度だけ拳銃を発砲しているが、撃ったのは実弾ではなく麻酔弾である）。
- ウィリアム・ブラントがボディガードの拳銃を一瞬で分解してしまうシーンがあるが、その銃がベレッタの拳銃である。
- アメリカのアニメーション作品によく登場する「A113」が出てくる。
- J・J・エイブラムス作品に頻繁に登場する「47」という数字が、序盤とラストシーンに出てくる。
- BMWがメイン・オートモーティブ・パートナーであり、劇中でイーサン・ハントが運転する車のほとんどがBMW車である。当時のBMWの新型車であるF12型 6シリーズやF20型 1シリーズ、F25型 X3、コンセプトカーのビジョン・エフィシエント・ ダイナミクス等が登場している[39]。
- クライマックスのインドのシーンで光岡・ビュート、日産・エスカルゴ、マツダ・キャロルといった、日本でしか販売されていなかった車が登場している。
- 一部のシーンがIMAXカメラで撮影されているが、海外・国内ともにアスペクト混在収録のIMAXバージョンでのBlu-rayのリリースは行われていない。しかし、テレビ用マスターでの放送の際は(2014年2月9日放送)通常のカメラで撮影されている部分はオリジナルアスペクト(シネマスコープ)からトリミングされていたが、IMAXカメラ撮影のシーンのみ明らかにBlu-rayよりも上下が広いマスターで放送されていた。